# Danza de los siete velos

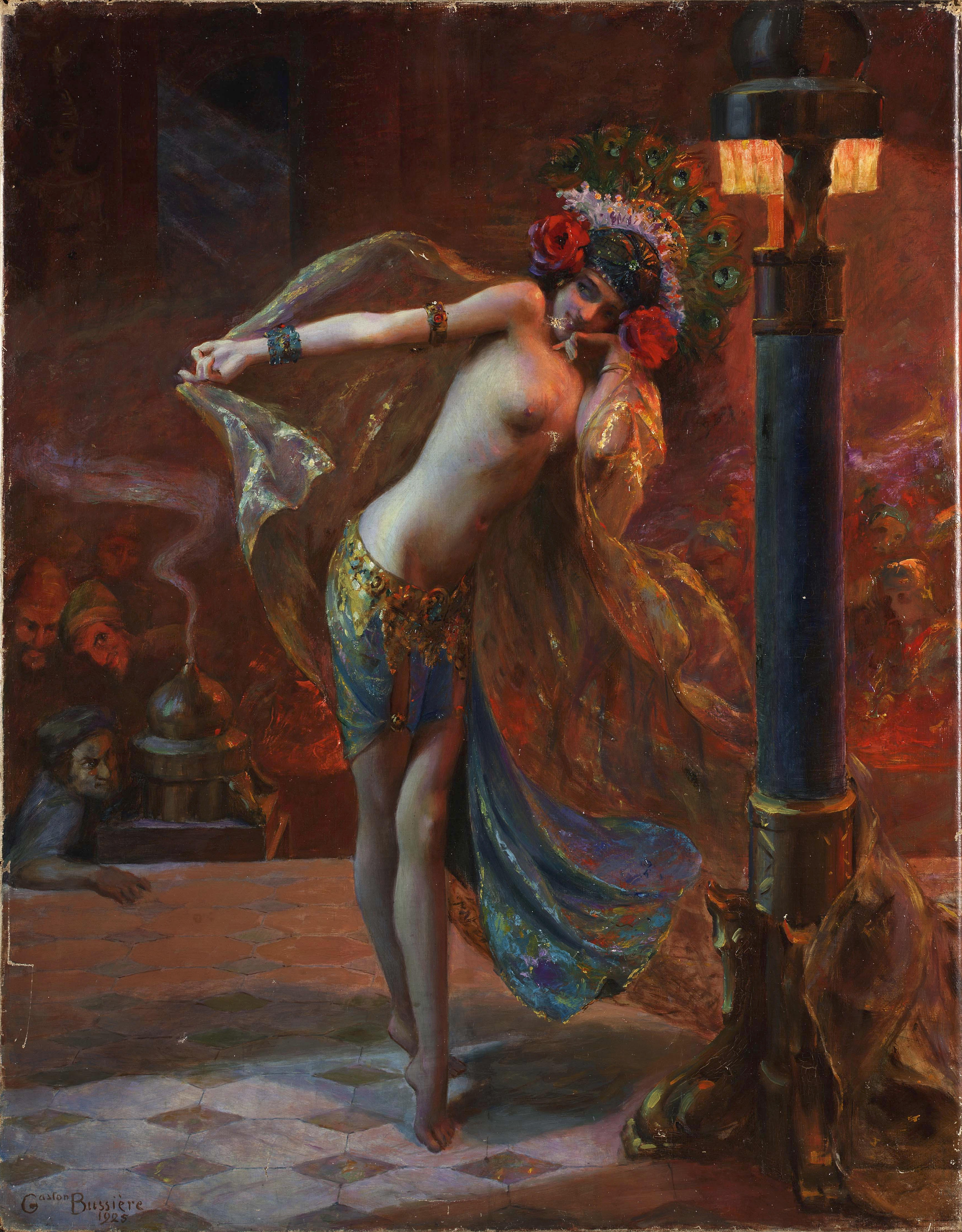
Gaston Bussière. Danza de los siete velos. 1925.

Se denomina danza de los siete velos a un tipo de baile erótico inspirado en la leyenda de la diosa Ishtar y —dentro de la cultura de Occidente— en el pasaje bíblico de la degollación de Juan el Bautista.
La sugerente posibilidad de que «los velos cayeran a su alrededor como espesas nieblas» (Arthur O'Shaughnessy), avivada por la controvertida figura de Oscar Wilde o la airada reacción del público desde el momento mismo del estreno de la Salomé de Strauss, dio lugar a numerosas representaciones plásticas, literarias, teatrales o cinematográficas del mito —especialmente desde 1907 hasta el comienzo de la I Guerra Mundial—, lo que se conoce en términos artísticos como la «salomanía».
Su rápida adaptación al cabaré occidental como una danza de carácter erótico –ajena a las pautas sociales del fin-de-siècle– facilitó su desarrollo como número de striptease en el que las bailarinas presentaban una nueva y escandalosa imagen del deseo y la libertad sexual relacionados con textos sagrados.

## La leyenda de Ishtar
Según el antiguo mito babilónica, al morir Tamuz, la terrible Ereshkigal, hermana de Ishtar, oculta su cadáver, lo que despierta en esta vivos deseos de encontrarlo. Contrariada por tan inesperada determinación, Ereshkigal deja que su hermana emprenda la aventura con la condición de que vaya dejando una ofrenda en cada una de las siete puertas del inframundo.
Así, en la primera puerta, se quitó las sandalias, atributos de la voluntad. En la segunda, debía dejar las joyas, lo que venía a ser como dar el propio ego. En la tercera, entregó su ropa, lo que suponía sacrificar la propia mente. En la cuarta, los copas doradas que tapaban sus pechos, imágenes de su sexualidad. En la quinta puerta, dejó el collar, símbolo de la iluminación. En la sexta, sus pendientes y, con ellos, su magia. Finalmente, en la séptima puerta, se despojó de su corona de mil pétalos, que simbolizaba su divinidad.
Ya totalmente desnuda, Ishtar pudo entrar en la eternidad y rescatar a su amante. Pero Ereshkigal se arrepintió de haberla dejado entrar e inmediatamente le prohibió que saliera. Entre tanto, en la Tierra, se comenzó a notar su falta: la gente no se casaban ni nacían niños, por lo que los otros dioses tuvieron que obligar a Ereshkigal a que permitiese su regreso. Una vez que recobró sus enseres, Ishtar regresó con Tamuz y todo volvió a ser como antes.
Con el tiempo, las legendarias desgracias de Ishtar acabaron por convertirse en una especie de baile erótico oriental (relacionado con la danza del vientre), en el que la bailarina se va despojando –hasta quedarse parcial o totalmente desnuda– de «siete velos» cuyos colores y significados –ya dentro de un contexto esotérico– acostumbran a ser los siguientes:
- Rojo. Relacionado con Marte y el chakra básico. Quitarlo simboliza el triunfo del amor y la pasión. Suele medir unos tres metros.
- Naranja. Representa a Júpiter y el chakra sexual. Cubre las caderas y las nalgas.
- Amarillo. Representa al Sol o chakra alojado en el plexo solar. Tapa el vientre.
- Verde. Corresponde a Mercurio y el chakra cardiaco. Se lleva en el pecho o en un brazo.
- Azul. Representa a Venus o chakra laríngeo. Se lleva en el cuello o en el otro brazo. Este y el anterior pueden quitarse al mismo tiempo.
- Violeta. Representa a Saturno y el chakra frontal. Cubre el rostro.
- Blanco. Simboliza la Luna o chakra coronario. Tapa la cabeza.

## Salomé
Menos expresivos se muestran los evangelistas Mateo y Marcos sobre la «danza» que, supuestamente, ejecutó «la hija de Herodías»:

Pero cuando se celebraba el cumpleaños de Herodes, la hija de Herodías danzó en medio, y agradó a Herodes…

Mt. 14:6.

[…] entrando la hija de Herodías, danzó, y agradó a Herodes y a los que estaban con él a la mesa; y el rey dijo a la muchacha: Pídeme lo que quieras, y yo te lo daré.

Mc. 6:22.

Tampoco Flavio Josefo (c. 37/8-101), quien, sin embargo, da por primera vez el nombre de la joven:

Tuvieron una hija, Salomé; después del nacimiento de esta, Herodías, que se propuso violar las leyes nacionales, casó con Herodes [Antipas], hermano de su esposo del mismo padre, apartándose del primer marido mientras este vivía.

Flavio Josefo (c. 93/4). Antigüedades judías. XVIII. 5:4.

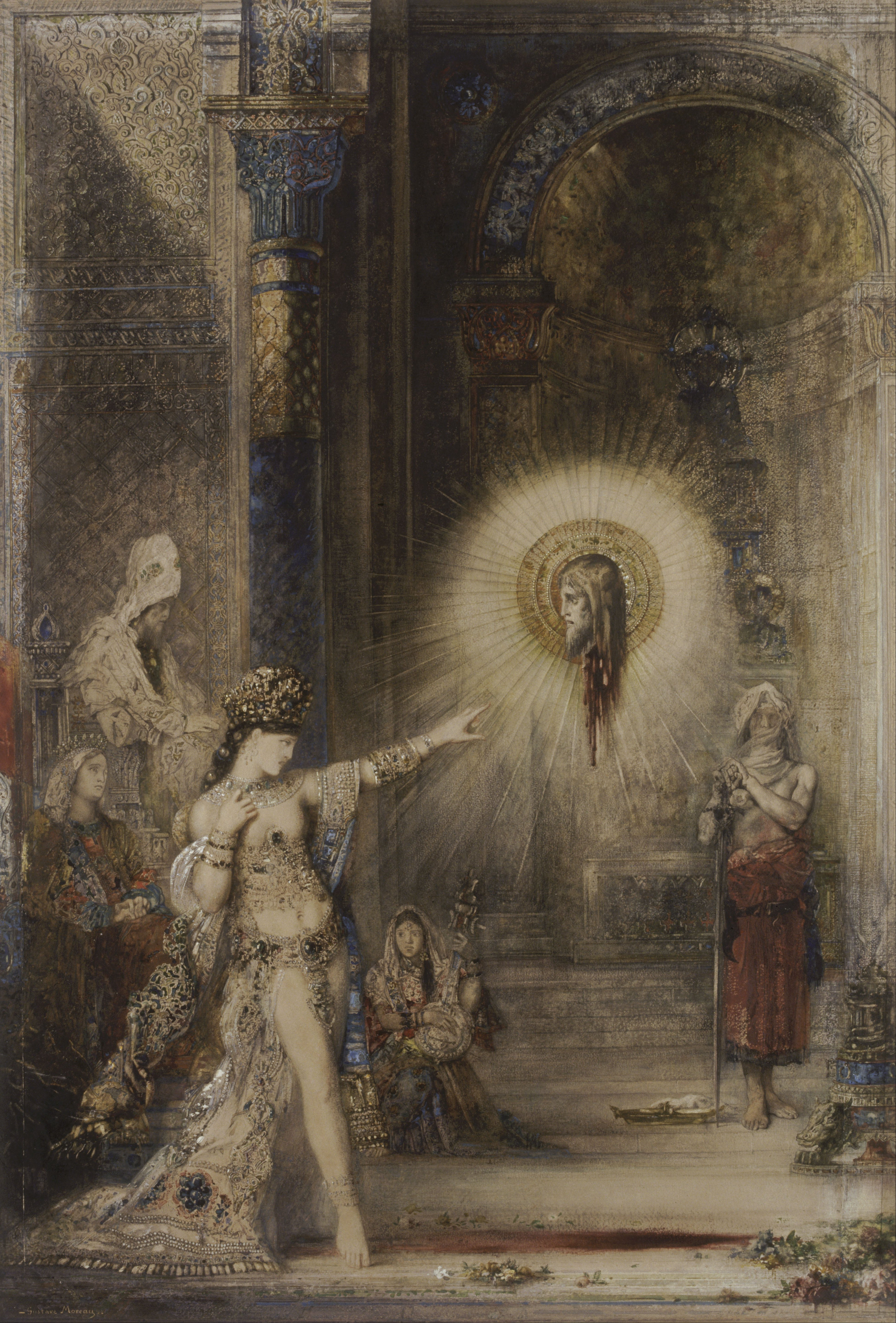
Gustave Moreau. La aparición.
c. 1876. «Justo un año después de esta pintura, Flaubert publicó su Herodías, donde el autor procede a una descripción concreta y novedosa de la danza de Salomé, que despertaría posteriormente el interés de numerosos creadores, tanto en Literatura como en Música».

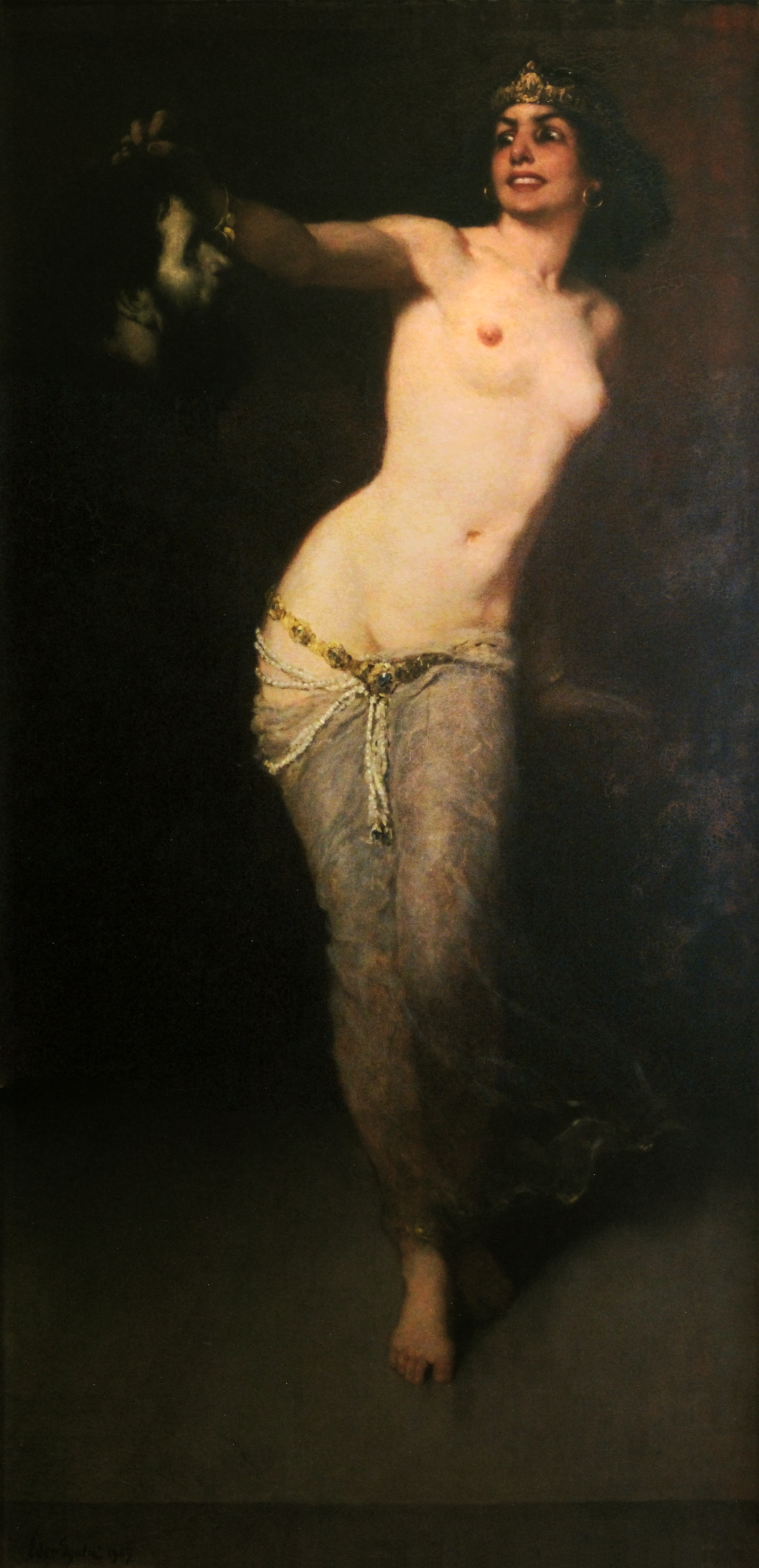
Éder Gyula (1875-1945). Salomé con la cabeza de Juan el Bautista.

Huelga decir que con estos datos resultaba imposible averiguar en qué consistió, exactamente, la «danza», lo que al mismo tiempo dejaba la puerta abierta a todo tipo de interpretaciones, generalmente basadas en el supuesto striptease de la joven.
Así, Arthur O'Shaughnessy (1844-1881) escribe:

The Daughter of Herodias

She freed and floated on the air her arms,
 Above dim veils that hid her bosom's charms.

[…]
 The veils fell round her like thin coiling mists,
 Shot through by topaz suns and amethysts.
La hija de Herodías

Liberó y dejó flotar sus brazos en el aire,
sobre los oscuros velos que ocultaban los encantos de su pecho.
[…]
Los velos cayeron a su alrededor como espesas nieblas,
disparados por soles de topacios y amatistas.

(fragmentos).

En torno a su «cuerpo enjoyado», «baila su cabello negro […] como una serpiente».
El también británico Arthur Symons (1865-1945):

The Dance of the Daughter of Herodias

Here is Salome. She is a young tree
Swaying in the wind; her arms are slender branches,
And the heavy summer leafage of her hair
Stirs as if rustling in a silent wind.
El baile de la hija de Herodías

Aquí está Salomé. Ella es un árbol joven
que se balancea en el viento; sus brazos son ramas esbeltas, 
y el espeso follaje de verano de su pelo
se revuelve como si crujiera en medio de un viento silencioso.

(fragmento).

O los franceses Gustave Flaubert (1821-1880):

Una adolescente acababa de entrar. Encima del estrado se despojó del velo. Después comenzó a bailar. Sus pies pasaban, uno delante del otro, al ritmo de una flauta y un par de crótalos. Sus brazos torneados llamaban a alguien que huía siempre. […] Con los párpados entreabiertos, torcía la cintura, balanceaba su vientre con ondulaciones de brisa, hacía temblar sus dos pechos, su cara permanecía inmóvil y sus pies no se detenían. Después fue la pasión del amor que quiere ser saciado. Danzó como las sacerdotisas de la India, como las nubias de las cataratas, como las bacantes de Lidia.

Flaubert, Gustave (2004). Herodías. pp. 116-118. [ed. de Cristina Peri Rossi].

O Joris-Karl Huysmans (1848-1907):

No era ya solamente la bailarina que con una contorsión corrompida de sus riñones arranca a un anciano un grito de deseo y un aviso de erección que rompe la energía y disuelve la voluntad de un rey con meneos de senos, sacudidas de vientre y estremecimientos de muslos.

Huysmans, Joris-Karl (1977). A contrapelo. Paris: Gallimard. ISBN 978-2070368983.

Pero, sin duda, será Oscar Wilde quien en su tragedia homónima de 1891 (tras acusar a buena parte de los autores franceses de haber hecho de la joven la encarnación de la lujuria femenina) reemplace por «siete velos» las siete ofrendas de la antigua Ishtar, utilice de nuevo el nombre «Salomé» (hebreo: סלומה; literalmente, «paz», «salud», «armonía») para referirse a la protagonista del drama y, sobre todo, la convierta en un mito literario enormemente popular y un personaje muy distinto de cuantos aparecen en la Biblia.
Pero surge un problema. La adaptación operística de la obra de Wilde –estrenada por Richard Strauss en diciembre de 1905– incluía la «danza de los siete velos» (de unos diez minutos de duración), inspirada sobre todo en la detallada descripción de Flaubert, lo que fue dando lugar a lo largo del tiempo a muy distintas formas de presentar la escena: desde la del propio Strauss, para quien debía ser algo «totalmente decente, como si se hiciera sobre una "estera de oración"», hasta la presentada en Nueva York en 1907, en la que la bailarina «no dejó ni un resquicio a la imaginación», hasta tal punto que varias señoras del público «se taparon los ojos con los mismos programas de la obra».

## Ladanza de los siete velosen el Arte
La sugerente «danza» de «la hija de Herodías» no podía pasar desapercibida para pintores, escultores, novelistas o cineastas, si bien cabe observar que las primeras representaciones de la joven desnuda o semidesnuda (coincidiendo con las indicaciones de Oscar Wilde) no aparecen hasta finales del siglo XIX.

### Pintura y escultura

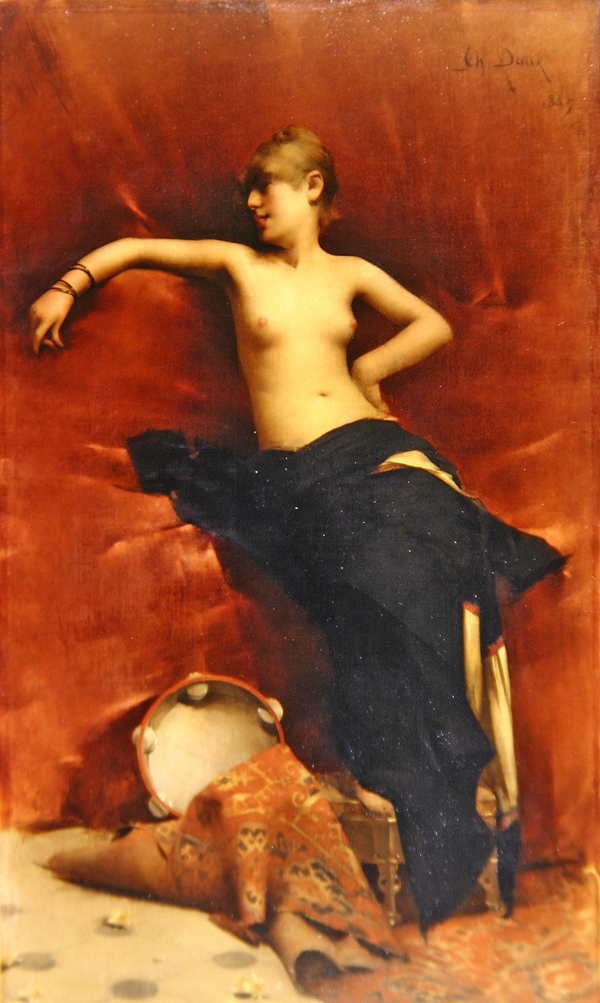
Edmond-Charles Daux. Bailarina oriental o Salomé. 1885.
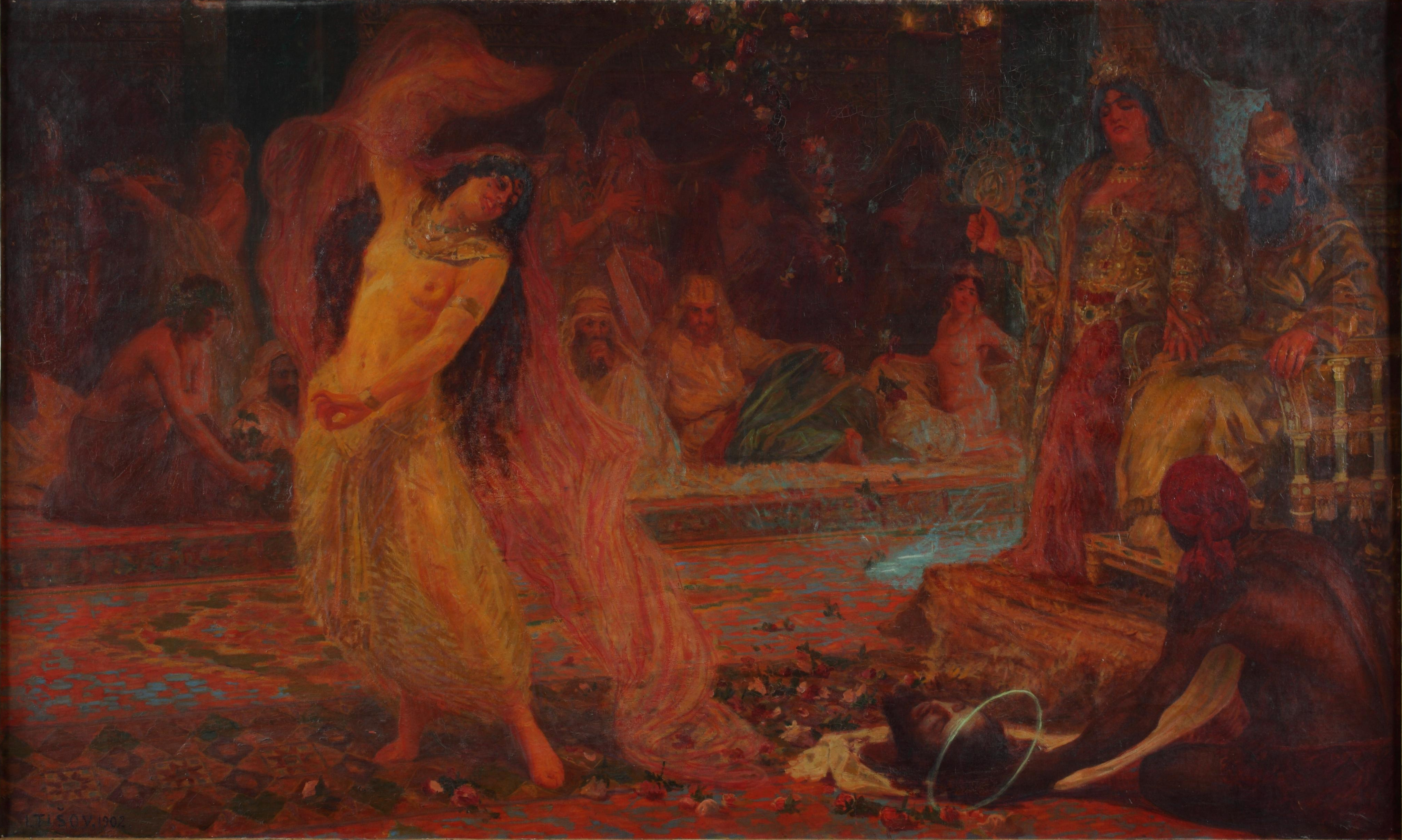
Ivan Tišov. 1902.
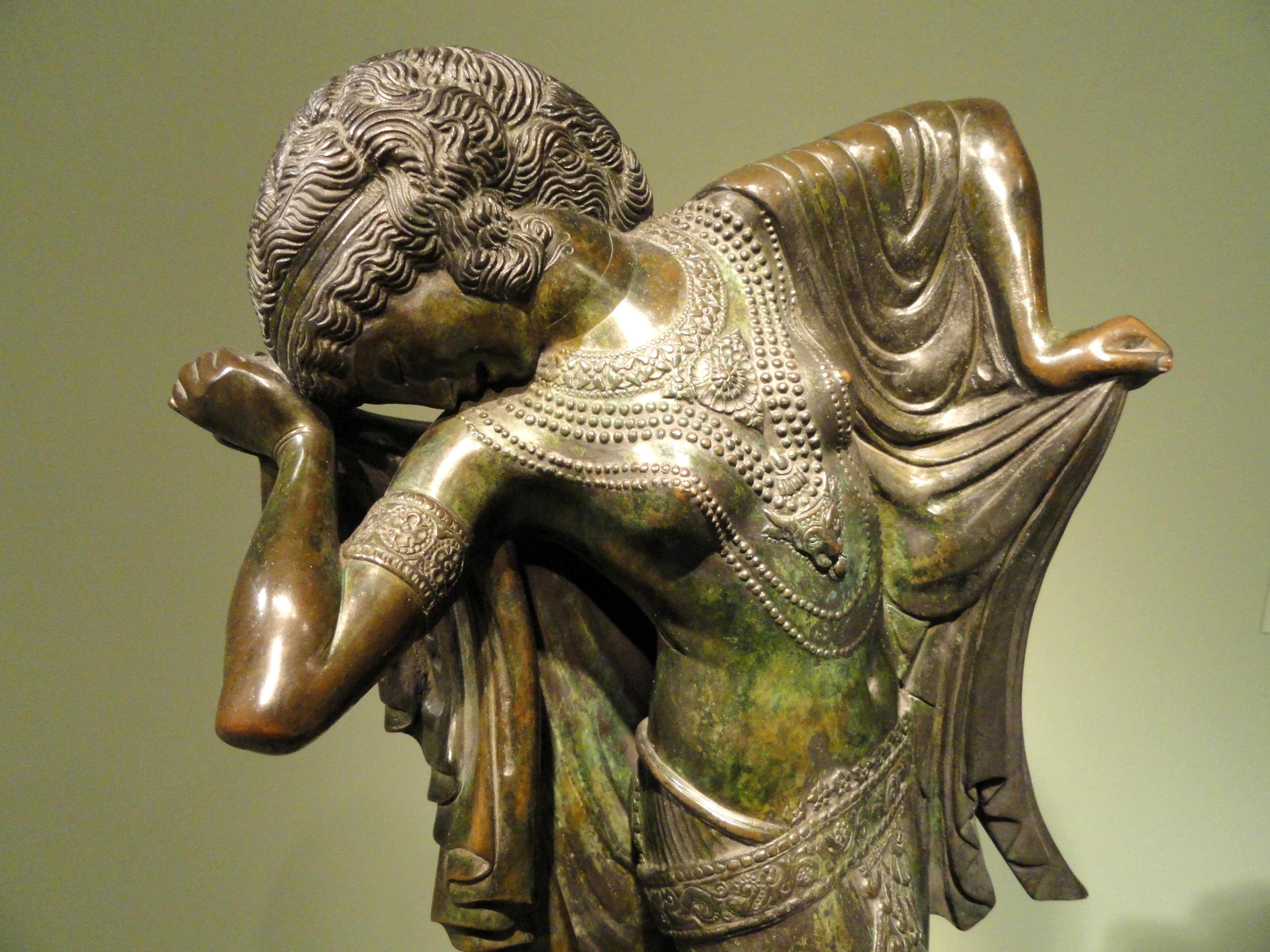
Paul Manship. Salomé (detalle). 1915.
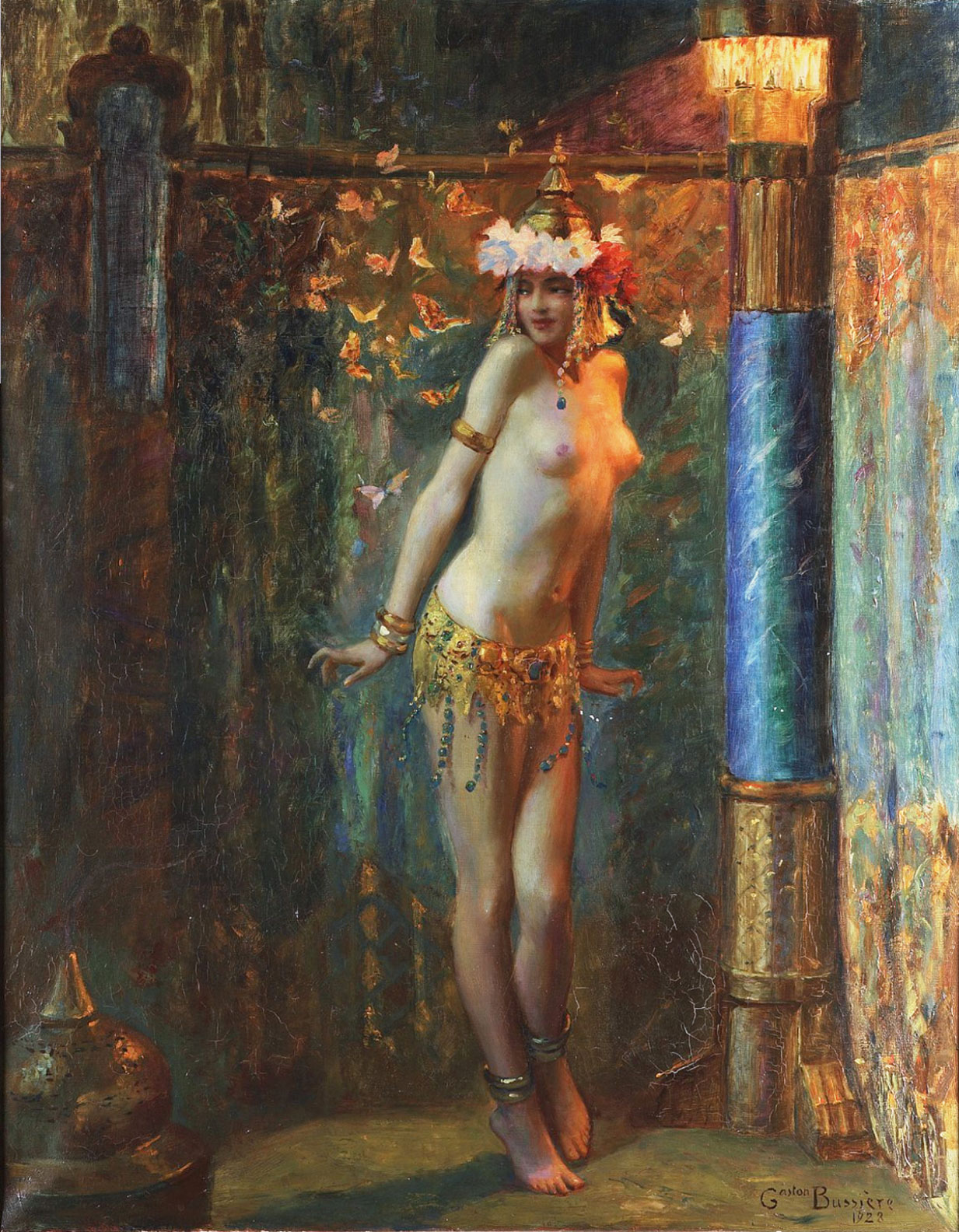
Gaston Bussière. La danza de Salomé o Las mariposas de oro. 1923.

### Cine
| Título original | Fecha de estreno | País           | Director          | Como Salomé      | Fotograma |
| --------------- | ---------------- | -------------- | ----------------- | ---------------- | --------- |
| Salomè          | 1910             | Italia         | Ugo Falena        | Vittoria Lepanto |           |
| Salomé          | 1918             | Estados Unidos | J. Gordon Edwards | Theda Bara       |           |
| Salomé          | 15 feb. 1923     | Estados Unidos | Charles Bryant    | Alla Nazimova    |           |
| Salome          | 24 mar. 1953     | Estados Unidos | William Dieterle  | Rita Hayworth    |           |
| Salomé          | 22 nov. 2002     | España         | Carlos Saura      | Aida Gómez       |           |
| Wilde Salomé    | 3 sep. 2011      | Estados Unidos | Al Pacino         | Jessica Chastain |           |

### Novela
- Torey, Claude (1986). La Danse des 7 Voiles. Paris: Silvie Messinger, Éditrice.

### Vídeos
- Wilde Salomé (2011) (Jessica Chastain).

- Datos: Q7885664